# Museu Arqueológico Regional de Siracusa
O Museu Arqueológico Regional Paolo Orsi em Siracusa é um dos principais museus arqueológicos da Europa.

## História
Em 1780 o Bispo Alagona inaugurou o Museu do Seminário que foi convertido no Museu Cívico perto da casa do Arcebispo em 1808. Mais tarde, um decreto real de 17 de junho de 1878 sancionou o nascimento do Museu Arqueológico Nacional de Siracusa, inaugurado em 1886. , em sua antiga localização na praça da catedral.
De 1895 a 1934, Paolo Orsi dirigiu o museu, mas o crescente número de achados precisava de uma ampliação no jardim da Villa Landolina. O novo espaço, projetado pelo arquiteto Franco Minissi, foi inaugurado em janeiro de 1988, com dois andares de 9 mil metros quadrados. Inicialmente, apenas dois quartos estavam abertos ao público.
Em 2006, uma nova área de exposição foi inaugurada no andar superior, dedicada ao período clássico, mas outros espaços permaneceram sem uso.
Em 2014, finalmente, uma nova expansão permitiu expor o Sarcófago de Adelfia e outros achados das Catacumbas de Siracusa ao público.

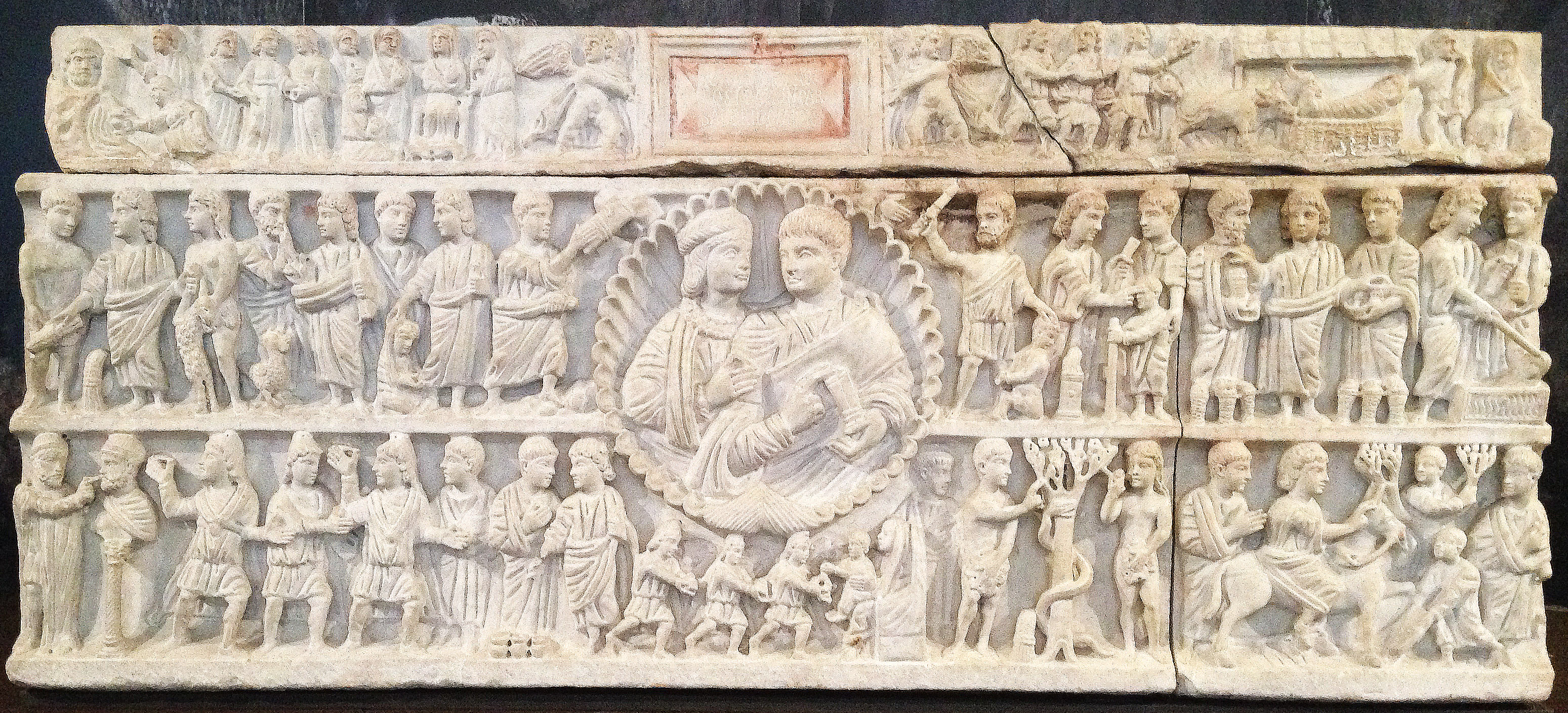
Sarcófago de Adelfia, uma das obras mais famosas do Museu Arqueológico Regional de Siracusa

## Museu
O museu contém artefatos pré-históricos, gregos e romanos encontrados em escavações arqueológicas na cidade de Siracusa e outros centros na Sicília. O espaço é dividido em quatro setores (A-D) e uma área central que explica brevemente o layout das salas do museu e sua história.
Sector A é dedicado à pré-história (Paleolítico Idade - Idade do Ferro) com uma exposição de rochas e fósseis que ilustram as diferentes animais encontrados na Sicília e que remonta ao Quaternário. Este setor é precedido por uma área que mostra as características geológicas do Mediterrâneo e a área das montanhas Hyblaean.
Na área B, dedicado às colônias gregas no período de Sicília de Ionic e dórico, é possível analisar o arranjo das colônias gregas na Sicília e suas cidades mãe. De particular importância são:
* uma estátua de "kouros" sem cabeça encontrada em Lentini e que remonta ao século 5 aC
* um "korotrophos", uma estátua feminina sem cabeça segurando gêmeos, que foi encontrada na antiga colônia de Megara Iblea.
* Estátuas votivas de Deméter e Kore e uma górgona sempre da colônia dórica de Megara Iblea.
* uma cabeça de kouros encontrada em Centuripe, na Sicília central.
Na área C, existem artefatos das colônias de Syracuse: Akrai (fundada em 664 aC), Kasmenai (644 aC), Camarina (598 aC) e Heloros, mas também as outras grandes cidades da Sicília de Gela e Agrigento.
No setor D, localizado no andar superior e inaugurado em 2006, encontram-se os períodos helenístico e romano. Ele contém duas das mais famosas obras do Museu: O sarcófago de Adelaide eo Venus Anadyomene, conhecido como Venus Landolina, a partir do local onde foi encontrada em Syracuse em 1804 e descrito pelo estudioso Bernabo Brea. No andar inferior, há uma coleção numismática entre as mais importantes da Sicília.

## Villa Landolina
Perto da antiga Villa Landolina você pode visitar o parque contendo achados dos tempos gregos e romanos, como um cemitério pré-cristão e o túmulo do poeta alemão August von Platen.

## Artigos relacionados
- Siracusa
- Museu Arqueológico Regional de Aidone